# Elegie (muziek)
Een elegie is een klaagzang waarin het verlies van een persoon wordt betreurd. Vooral pijn en verdriet zijn de hoofdgedachtes van het muziekstuk, maar ook de verheerlijking van de doden. Aanvankelijk was het een vocaal stuk, maar in de romantiek was het vaak instrumentaal.